# St. Jakobus (Seibersdorf)

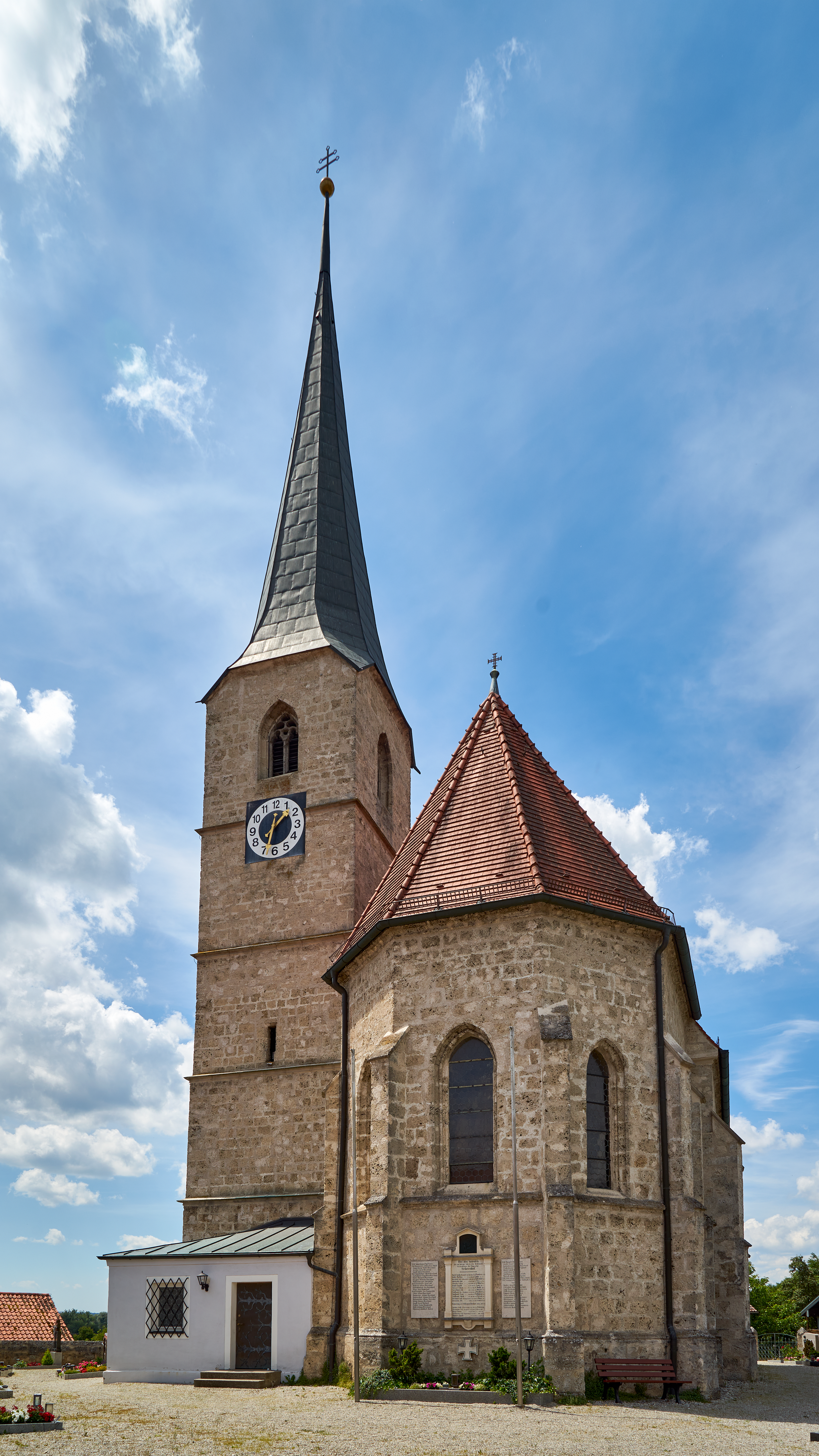
Ansicht von Osten

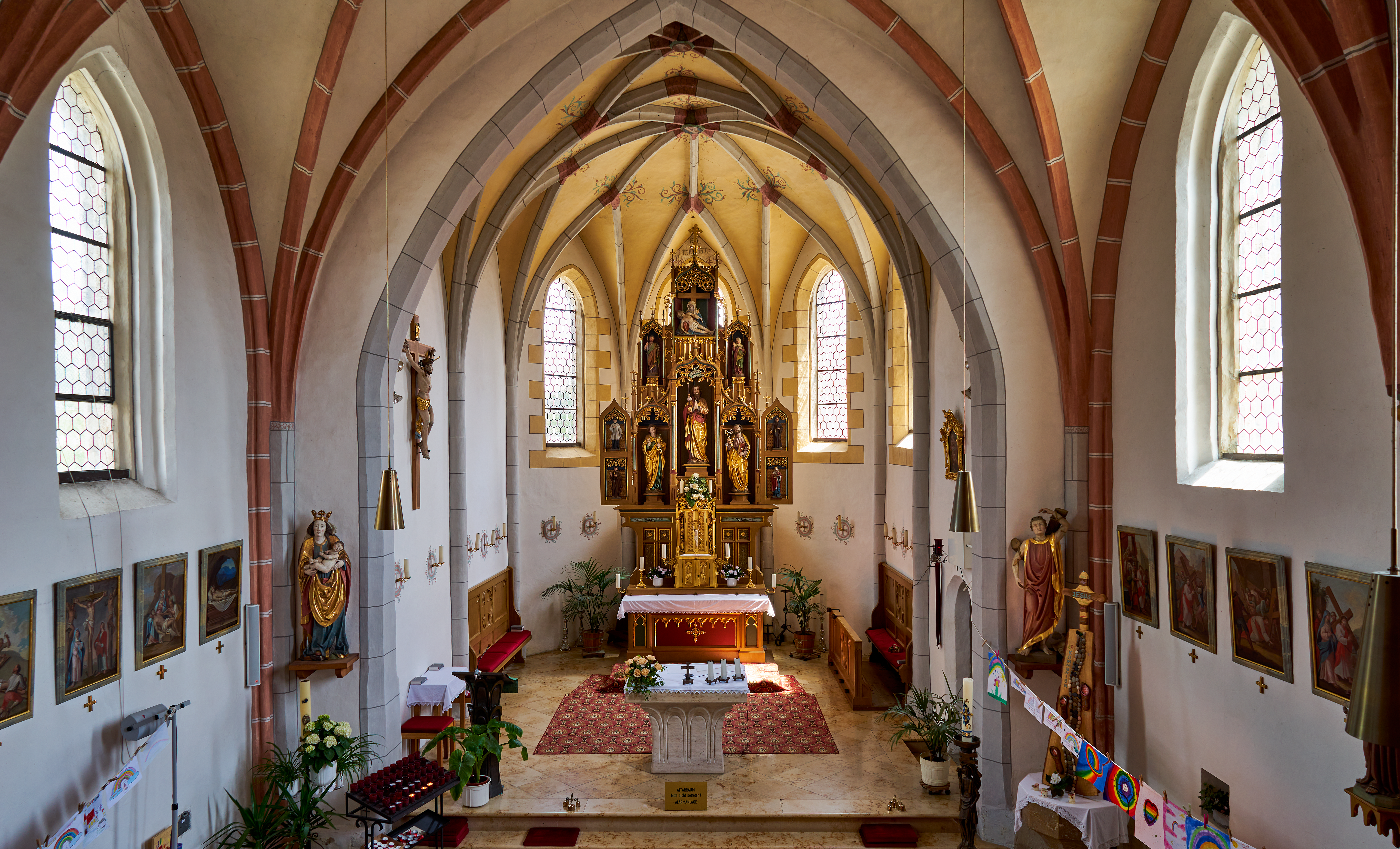
Innenansicht nach Osten

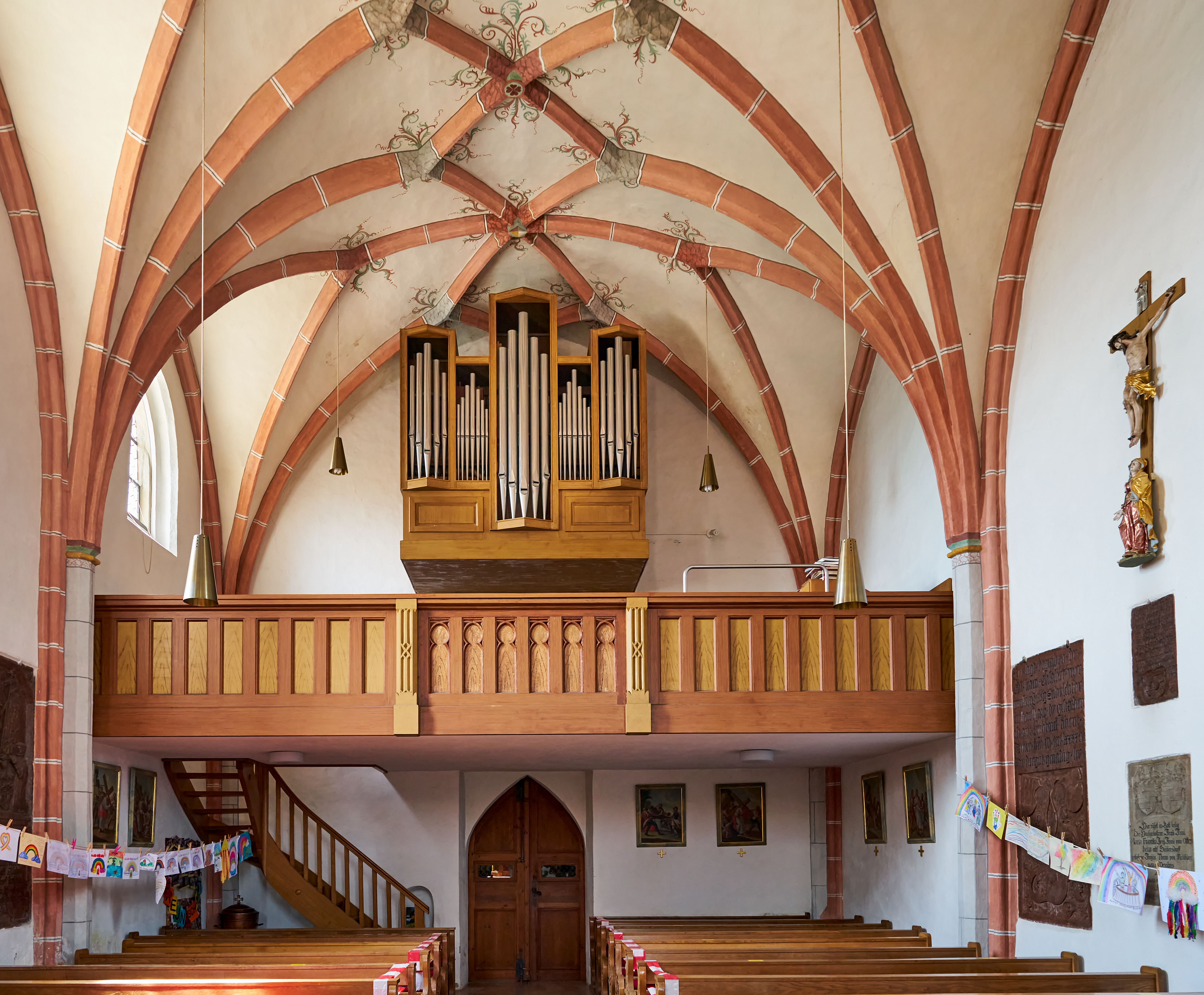
Ansicht nach Westen mit Empore

Die römisch-katholische Expositurkirche St. Jakobus der Ältere ist eine spätgotische Saalkirche im Gemeindeteil Seibersdorf von Kirchdorf am Inn im niederbayerischen Landkreis Rottal-Inn. Sie gehört zur Pfarrei Kirchdorf am Inn im Dekanat Simbach im Bistum Passau.

## Geschichte und Architektur
Die Kirche St. Jakobus wurde um 1470/1480 erbaut; am Chor ist innen am Chorscheitel die aufgemalte Jahreszahl 1471 zu finden. Die Kirche ist ein kleines einschiffiges Bauwerk in den für die Region typischen spätgotischen Formen. Das Äußere ist aus Tuffsteinquadern gefügt; das Gebäude ist äußerlich durch gestufte Strebepfeiler gekennzeichnet. Ein gekröpftes Sohlbankgesims zieht sich um das vermauerte Südportal. Die Westportalvorhalle wurde später erbaut. Am Übergang vom Langhaus zum Chor ist der fünfgeschossige Turm angeordnet, dessen ungegliederte Geschosse durch Gesimse voneinander abgesetzt sind. Er wird durch einen Spitzhelm über stumpfen Walmgiebeln abgeschlossen, der nach Brand im Jahr 1646 erneuert wurde.
Beide Raumteile werden im Innern durch Netzgewölbe abgeschlossen. Im Chor entwickeln sich die Rippen aus kräftigen Runddiensten. Demgegenüber sind die Dienste im Schiff polygonal gebildet und den flachen profilierten Schildbogenstellungen vorgelagert.
Im Jahr 1986 erfolgte die letzte Außen-, im Jahr 1987 die letzte Innenrenovierung.

## Ausstattung
Die Ausstattung ist neugotisch. An dem 1880 von Emanuel Basler gefertigten Hochaltar ist in der obersten Nische ein kleines spätgotisches Vesperbild aus Holz aufgestellt. Eine ebenfalls aus der Zeit um 1480 stammende hölzerne Madonna ist weiterhin erhalten.
Ein Rotmarmorepitaph für Caspar Offenheimer zu Guteneck und Seibersdorf und seine Frau Elisabeth († 1550) zeigt ein Reliefbild des Auferstandenen, vor dem die Eheleute kniend dargestellt sind. Ein weiteres Rotmarmorepitaph erinnert an Hans Offenheimer zu Seibersdorf und Guteneck († 1569) und zeigt ein Relief des Jüngsten Gerichts.
Das Geläut besteht aus vier Bronzeglocken aus den Jahren 1957, 1670, 1772 und 2006.
Die Orgel ist ein Werk von Michael Weise aus dem Jahr 1953 mit heute 11 Registern auf zwei Manualen und Pedal, das 1987 umgebaut und erweitert wurde, wobei die Orgel auf elektrische Traktur umgestellt und an der Wand angebracht wurde.